# Guerreiros do Sol
Guerreiros do Sol é uma telenovela brasileira produzida pelo Globoplay e exibida entre 11 de junho e 6 de agosto de 2025, em 45 capítulos. É a 3ª produção deste tipo voltada exclusivamente para a plataforma.
Escrita por George Moura e Sergio Goldenberg, com colaboração de Cláudia Tajes, Mariana Mesquita, Ana Flávia Marques, Dione Carlos e Marcos Barbosa. Conta com a direção de João Gomez e Thomaz Cividanes, sob a direção geral e artística de Rogério Gomes. A trama principal é livremente inspirada no livro Guerreiros do Sol: Violência e Banditismo no Nordeste do Brasil, do historiador Frederico Pernambucano de Mello; publicado em 1985.
Conta com as participações de Isadora Cruz, Thomás Aquino, Alice Carvalho, Irandhir Santos, Alinne Moraes, Nathalia Dill, José de Abreu e Marcélia Cartaxo.

## Enredo

### Primeira fase
Ambientada no sertão nordestino das décadas de 1920 e 1930 e inspirada nas histórias de Lampião e Maria Bonita, entre outros famosos casais do cangaço, a trama gira em torno do romance entre a sonhadora Rosa (Isadora Cruz) e o destemido Josué (Thomás Aquino), dois sertanejos de origem humilde que se apaixonam logo após se conhecerem. Porém, para agradar sua família e tentar sair da miséria, Rosa aceita se casar com o poderoso coronel Elói (José de Abreu), viúvo rico da cidade de Santa Cruz. Quando se muda para a casa da família, Rosa é acompanhada pela irmã, Otília (Alice Carvalho), de personalidade mais tímida. Elas passam a conviver com o filho de Elói, o ganancioso Idálio (Daniel de Oliveira), e sua esposa, Jânia (Alinne Moraes), uma mulher feminista e à frente de seu tempo. Enquanto Idálio se revela um inferno na vida das irmãs, e as assedia, Jânia se torna uma grande amiga de Otília, a ensinando a ler, e tal amizade se transforma em amor.
Josué tem quatro irmãos: Arduíno (Irandhir Santos), Milagre (Ítalo Martins), Sabiá (Vitor Sampaio), e o seminarista Bida (Rodrigo Lelis). O amor de Rosa e Josué incomoda o coronel Elói, causando um conflito entre as famílias que culmina no assassinato do pai dos irmãos Alencar, Ezequiel (Markus Konká), pelas ordens do Delegado Novaes (Gustavo Machado), aliado de Elói. Em revolta, Josué, Arduíno, Milagre e Sabiá se unem ao cangaço para buscar justiça, no bando do temido Miguel Ignácio (Alexandre Nero). A vida no cangaço traz conflitos entre os irmãos, revelando um sentimento de inveja de Arduíno por Josué, que ganha a confiança de Miguel Ignácio e logo assume a liderança do bando. A rivalidade acaba gerando a expulsão de Arduíno do grupo. Tomado pelo ressentimento, Arduíno se une a polícia para tentar capturar e matar o próprio irmão — alçado a fama de "Governador do Sertão".
A guerra entre os cangaceiros e a polícia se intensifica e chega ao seu ponto mais crítico. Rosa e o coronel Elói decidem abrir um armazém na fazenda para vender seus produtos a preços justos, enfrentando os abusos praticados por Bosco (Luiz Carlos Vasconcelos) na cidade. A iniciativa, no entanto, desperta a fúria de inimigos poderosos, e Elói acaba assassinado com um tiro no peito durante a inauguração do comércio. Sem ter visto o rosto do criminoso, Rosa desconfia de Idálio, seu enteado, e tem quase certeza da culpa dele ao notar uma cicatriz no braço, coincidindo com o ferimento causado durante a fuga do assassino. Expulsas de casa por Idálio, Rosa e Otília conseguem retornar à fazenda com respaldo da justiça, o que deixa o herdeiro ainda mais revoltado. Ao descobrir que terá de dividir a herança do pai com a madrasta, Idálio decide se livrar de vez das irmãs. Otília, ao saber do plano, pede ajuda ao grupo de cangaceiros, que logo invade a fazenda para protegê-las. Um intenso tiroteio toma conta do local, e, em meio ao confronto, Rosa age por conta própria e atira em Idálio no momento em que ele está prestes a matar Josué.

### Segunda fase
Após o ataque dos cangaceiros à fazenda, Rosa e Otília se veem sem escolha a não ser se juntar ao grupo de Josué. O amor de Rosa e Josué, que antes era um amor forte e idealizado, passa a ser testado pelas transformações causadas pelo poder, pela violência e pela grande fama de Josué, que começa a se afastar de seus valores. Rosa, mesmo ao lado dele na luta, começa a questionar os caminhos que ambos estão seguindo. Já Jânia, agora sozinha, assume a administração da propriedade deixada por Elói, ao mesmo tempo que recebas ameaças devido à sua luta pelo voto feminino, e sofre com o afastamento de Otília. Enquanto isso, além de continuar a cometer crueldades na sua obsessão por Josué, Arduíno também passa a comandar o Centro de Socorro aos Flagelados da Seca, espécie de campo de concentração criado pelo governo de Pernambuco onde retirantes que fugiam do sertão devido à estiagem eram submetidos a condições subumanas.

## Elenco
| Intérprete              | Personagem                    |
| ----------------------- | ----------------------------- |
| Isadora Cruz            | Rosa Pellegrino Bandeira      |
| Thomás Aquino           | Josué Alencar                 |
| Alice Carvalho          | Otília Pellegrino             |
| Irandhir Santos         | Arduíno Alencar               |
| Alinne Moraes           | Jânia Bandeira                |
| Nathalia Dill           | Valiana Novaes                |
| Marcélia Cartaxo        | Generosa Alencar              |
| Ítalo Martins           | Crispino Alencar (Milagre)    |
| Vitor Sampaio           | Sabiá Alencar                 |
| Rodrigo Lelis           | Padre Bida Alencar            |
| Pedro Wagner            | Hercílio Bezerra (Pente Fino) |
| Theresa Fonseca         | Adelzira / Arminda            |
| Rodrigo García          | Hildebrando (Cheiroso)        |
| Alanys Santos           | Enedina                       |
| Larissa Goes            | Petúnia                       |
| Carla Salle             | Soraia                        |
| Ênio Cavalcante         | Lupércio (Gasolina)           |
| Luiz Carlos Vasconcelos | Bosco                         |
| Cláudio Jaborandy       | Seu Neném                     |
| Augusta Ferraz          | Dona Berenice                 |
| Renato Livera           | Delegado Laureano             |
| Rafael Sieg             | Tatarana                      |
| Marco França            | Fabiano Sanfoneiro            |
| Nicollas Paixão         | Peixinho                      |
| Larissa Bocchino        | Ivonete                       |
| Everaldo Pontes         | Padre Enoque                  |
| Danilo Grangheia        | Dr. Marinho                   |
| Cadu Libonati           | Vicente                       |
| Luan Vieira             | Bernardino                    |
| Márcio Vito             | Natanael                      |
| Romeu Benedicto         | Tonhão                        |
| Odilon Esteves          | Gonçalves                     |
| Allan Jacinto Santana   | Calixto                       |
| Dani Barros             | Aniete                        |
| Duda Santos             | Guiomar                       |
| Suzy Lopes              | Celsa                         |
| Fátima Macedo           | Fátima                        |
| Jéssica Lígia           | Luzia                         |
| Murilo Sampaio          | Glauber                       |
| Kaysar Dadour           | Almir                         |
| Lucas Galvino           | Geneton Moraes Neto           |
| João Fontenele          | Arigó                         |
| Laíze Camara            | Francisca                     |
| Luana Oliveira          | Zélia                         |
| Mateus Honori           | Lucinio                       |
| Nivaldo Nascimento      | Rosendo                       |
| Vinicius Patricio       | Cosme                         |
| Maria Zenayde           | Guilhermina                   |
| Alana Cabral            | Damiana                       |
| Davi Moreth             | Luciano                       |

### Participações Especiais
| Intérprete           | Personagem                  |
| -------------------- | --------------------------- |
| José de Abreu        | Coronel Elói Bandeira       |
| Daniel de Oliveira   | Idálio Bandeira             |
| Alexandre Nero       | Miguel Ignácio              |
| Otávio Müller        | Coronel Nogueira            |
| Markus Konká         | Ezequiel Alencar            |
| Kelner Macêdo        | Zé do Bode                  |
| Gustavo Machado      | Delegado Novaes             |
| Aramis Trindade      | Coelho Cavalcanti           |
| Tuca Andrada         | Heleno                      |
| Mayana Neiva         | Linete                      |
| Alice Bueno Galvão   | Maria Alencar               |
| Heloísa Honein       | Maura Weber                 |
| Diogo Tarré          | Romualdo                    |
| Begê Muniz           | Antônio Ferraz              |
| Kay Sara             | Lurdes                      |
| Georgina Castro      | Anaíde                      |
| Alexandre Paz        | Marimbondo                  |
| Leandro Santanna     | Padre Eládio                |
| Daniel Dias da Silva | Jader Barbosa               |
| Amaurih Oliveira     | Santos                      |
| Thommy Schiavo       | Elmar                       |
| Hugo Camizão         | Valmir                      |
| Carlos Betão         | Toninho                     |
| Pedro di Carvalho    | Quintino                    |
| Miguel Costa         | Eleazar                     |
| Nuno Queiroz         | Malacabado                  |
| Fátima Patrício      | Hermíades                   |
| Edmilson Santini     | Cordelista                  |
| Diego Homci          | Damião                      |
| Jonas França         | Gabiru                      |
| Jaedson Bahia        | Jagunço de Idálio           |
| Altair Rodrigues     | Casal morto pelos policiais |
| Fátima Domingues     | Casal morto pelos policiais |
| Bruno Dubeux         | Policial                    |
| Paulo Machado        | Floriano                    |
| Leonardo Barcam      | Gerente do banco            |
| Benjamim Moura       | Chico                       |

## Produção
Em setembro de 2021, uma nova sinopse desenvolvida por George Moura e Sergio Goldenberg foi aprovada pela TV Globo, inicialmente como uma série e sem estreia prevista. Em março de 2022, houve um anúncio oficial da emissora promovendo até então série como a terceira novela original do Globoplay, substituindo Todas as Flores. Em dezembro, a novela ganhou direção de Rogério Gomes, diretor do remake de Pantanal, que até então se mantinha afastado de suas atividades na emissora. Em janeiro de 2023, a equipe iniciou as leituras de texto e definiu Paraíba, Pernambuco, Sergipe, Alagoas e também a cidade cenográfica dos Estúdios Globo como locais de gravações. Até setembro de 2023, a produção estava prevista para estrear em 2024, no entanto, o diretor executivo do Globoplay, Erick Bretas, anunciou pelas suas redes sociais que o folhetim foi adiado para 2025. Estava prevista para estrear no dia 1º de abril de 2025, mas foi adiada para evitar comparações com a narrativa de Maria e o Cangaço, minissérie do Disney+, que estrearia no dia 4 do mesmo mês.

### Escolha do elenco
Lee Taylor, Pedro Wagner e Bruno Goya fizeram os testes para a protagonista, porém Thomás Aquino ficou com o papel. Após estrelar Mar do Sertão, Isadora Cruz foi escolhida para interpretar a mocinha, Rosa. Convidado para estrelar Beleza Fatal, José de Abreu preferiu assumir o papel de um coronel, repetindo a parceria com Isadora Cruz após a bem-sucedida Mar do Sertão. Durante a edição de 2023 da RIO2C, a TV Globo anunciou Alinne Moraes, Irandhir Santos, Nathalia Dill, Daniel de Oliveira, Alice Carvalho e Ênio Cavalcante no elenco. Nathalia Dill assumiu o papel de Valiana, marcando seu retorno as telenovelas desde A Dona do Pedaço (2019); Após Travessia, Alexandre Nero entrou para o elenco como Miguel Ignacio, um poderoso cangaceiro temido por seus inimigos. Confirmado no elenco, Osmar Prado não chegou a um acordo com a TV Globo e deixou a produção. Destaque como protagonista da 3ª temporada de Cine Holliúdy, Larissa Goes foi escolhida para assumir o papel de Petúnia, sendo seu retorno às novelas oito anos depois de Velho Chico (2016), onde a atriz participou da primeira fase. Theresa Fonseca foi confirmada como interprete de Aldezira, após seu ótimo desempenho em Mar do Sertão, e em seguida emendou as gravações com a da novela das nove Renascer, onde vive a protagonista. Escalada para protagonizar a novela Beleza Fatal, Larissa Bocchino deixou o contrato da HBO Max e assumiu o papel de Ivonete. Após atuar em Mar do Sertão como Mirinho, Lucas Galvino foi escalado para interpretar Geneton Moraes Neto, um jornalista e escritor brasileiro  
Foi a última novela do ator Thommy Schiavo, que faleceu antes da estreia da novela, em 20 de julho de 2024, vítima de uma queda de um prédio de dois andares.

## Exibição
Foi exibida na íntegra pelo Globoplay Novelas de 11 de junho a 12 de agosto de 2025, sendo substituída pelo documentário Gilberto Braga: Meu Nome é Novela e por Fina Estampa na faixa das 22h30, com reprise às 6h10 e 16h15 e maratona aos domingos. Foi a terceira novela do canal que sucedeu o Viva nas operadoras de televisão por assinatura e streaming e a primeira inédita na história do canal.
Com a grande repercussão da trama, a TV Globo exibiu o primeiro capítulo excepcionalmente no dia 2 de julho de 2025 após Vale Tudo dentro da sessão Espiadinha Globoplay. O folhetim será exibido em TV aberta no primeiro semestre de 2026.

## Trilha sonora
Compõem a trilha sonora de Guerreiros do Sol as seguintes canções: 
- "Cavalos do Cão", Zé Ramalho part. Elba Ramalho (tema de abertura)
- "Aboio Avoado", Lenine
- "Mar e Lua", Mônica Salmaso
- "Estado de Poesia", Chico César
- "Assum Preto", Luiz Gonzaga
- "O Sertão Precisa é Disso", Alceu Valença